# Габровчец
Габровчец (словен. Gabrovčec) је насељено место у општини Иванчна Горица, Средњесловенска регија, Словенија.

## Историја
До територијалне реорганизације у Словенији био је у саставу старе општине Гросупље.

## Становништво
У попису становништва из 2011. године, Габровчец је имао 201 становника.
| Број становника према пописима | Број становника према пописима | Број становника према пописима |
| ------------------------------ | ------------------------------ | ------------------------------ |
| 1991                           | 2002                           | 2011                           |
| 125                            | 170                            | 201                            |